# Myristica guillauminiana
Myristica guillauminiana là một loài thực vật thuộc họ Myristicaceae. Loài này có ở Fiji và quần đảo Solomon.